# Pidonia compta
Pidonia compta är en skalbaggsart som beskrevs av Holzschuh 1998. Pidonia compta ingår i släktet Pidonia och familjen långhorningar. Inga underarter finns listade i Catalogue of Life.